# Manuel Lazzari
Manuel Lazzari (Valdagno, 29 de noviembre de 1993) es un futbolista italiano que juega en la demarcación de centrocampista para la S. S. Lazio de la Serie A.

## Selección nacional
Hizo su debut con la selección de fútbol de Italia el 10 de septiembre de 2018 en un encuentro de la Liga de Naciones de la UEFA 2018-19 contra Portugal que finalizó con un resultado de 1-0 a favor del combinado portugués tras el gol de André Silva.

## Clubes
| Club              | País   | Año       | Partidos | Goles |
| ----------------- | ------ | --------- | -------- | ----- |
| Delta Porto Tolle | Italia | 2011-2012 | 33       | 3     |
| AC Giacomense     | Italia | 2012-2013 | 24       | 0     |
| SPAL 2013         | Italia | 2013-2019 | 205      | 3     |
| S. S. Lazio       | Italia | 2019-     | 193      | 6     |

## Palmarés

### Títulos nacionales
| Título              | Club        | País   | Año  |
| ------------------- | ----------- | ------ | ---- |
| Supercopa de Italia | S. S. Lazio | Italia | 2019 |